# Polygonum scoparium
Polygonum scoparium là một loài thực vật có hoa trong họ Rau răm. Loài này được Req. ex Loisel. miêu tả khoa học đầu tiên năm 1827.